# 奧氏露魮
奧氏露魮（学名：Rohtee ogilbii）为輻鰭魚綱鯉形目鲤科的其中一種，分布於亞洲印度，體長可達50公分，棲息在流動快速的河流，可做為食用魚。